# Nicolas Wildhaber
Nicolas Wildhaber (* 8. Dezember 1929 in Zürich; † 26. September 2020 in Plan-les-Ouates) war ein Schweizer Schwimmer und Sportfunktionär.

## Karriere
In den frühen 1940er Jahren wurde Wildhaber Schweizer Meister im Brustschwimmen für den SK Basel. Wenig später wurde er für die Olympischen Sommerspiele 1948 in London nominiert. Im Wettkampf über 200 m Brust schied er jedoch im Vorlauf aus. In den 1950er Jahren zog er nach Zürich und lernte dort seine Frau Renate Herzog kennen, mit der er drei Töchter hatte. Zwölf Jahre später wurde er erneut für die Olympischen Sommerspiele im Rom nominiert, doch auch hier kam er im Wettkampf über 200 m Brust nicht hinaus. 
Er engagierte sich zunehmend im SV Limmat, den er rund zehn Jahre lang trainierte und leitete. Mitte der 1960er Jahre war Wildhaber massgeblich am Bau des neuen Schwimmbads Les Vernets in Genf beteiligt. Für Genève Natation war er anschliessend circa zwanzig Jahre lang als technischer Leiter tätig. Er bildete Spitzenschwimmer und talentierte Trainer aus und sorgte dafür, dass Genf zum Zentrum des Schwimmsports in der Schweiz wurde.
Neben seinem Engagement in den Vereinen war Wildhaber auch in den Gremien des Schweizerischen Schwimmverbands aktiv. Nach dem Tod des Präsidenten Marcel Derron wurde Wildhaber als Nachfolger gewählt und hatte dieses Amt bis 1988 inne. Am Ende seiner letzten Amtszeit wurde er zum Ehrenpräsidenten des Verbandes ernannt.
Auch international war Wildhaber als Funktionär tätig. So wurde er 1974 Mitglied im Komitee der Ligue Européenne de Natation (LEN) und stieg 1986 ins Präsidium auf. 1994 verliess er die LEN nach 20 Jahren und wurde dabei zum Ehrenmitglied ernannt. Zudem wurde Wildhaber 1976 in den Schwimmausschuss der Fédération Internationale de Natation (FINA) gewählt und 1992 als erster Schweizer Mitglied im Exekutivausschuss.
Nachdem er 1996 seine internationalen Ämter niedergelegt hatte, konzentrierte er sich auf den Club de Natation de Plan-les-Ouates, welchen er gegründet und weitgehend mit aufgebaut hatte.
Auch die Enkel Wildhabers wurden Schwimmer. So nahm Alexandre Liess an den Olympischen Spielen 2012 und Nils Liess an den Olympischen Jugend-Sommerspielen 2014 teil.